# Blue chip
A Blue chip egy tőzsdei fogalom, ami ma a tőzsdén a legnagyobb forgalmú, leglikvidebb és legnagyobb kapitalizációjú papírjainak a gyűjtőnevéül szolgál. Nevét a pókerban használt legértékesebb zseton kék színe után kapta.

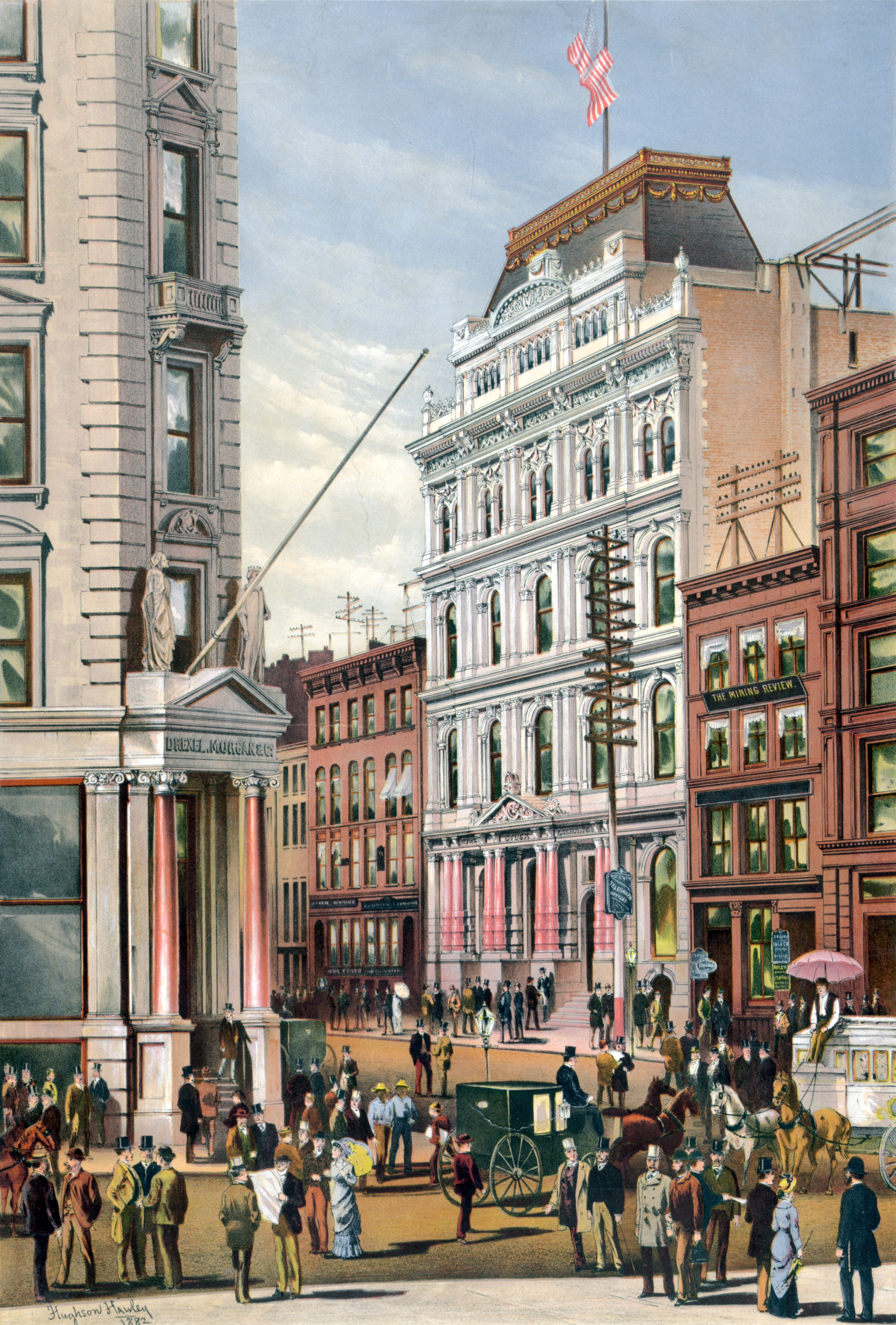
A New York-i tőzsdepalota, 1882

## Története
A Blue chip kifejezést, amely a Wall Street legismertebb címkéjévé vált, Oliver Gingold a Dow Jones társaság egyik alkalmazottja alkotta 1923-ban vagy 1924-ben.
Eredetileg az IBM részvényeit hívták így, mára viszont kiterjedt a fogalom használata mindazon részvényekre, amelyek a leglikvidebbek és nagy forgalmat bonyolítanak le. Tehát azokat a vállalatokat jelölik így, amelyek régóta a piacon vannak, konzervatív irányításúnak tekinthetők, valamint nagy bizonyossággal nyereségesnek és relatíve a legkisebb kockázatúnak minősíthetők.
Magyarországon azokat a részvényeket nevezzük blue chipeknek, amelyek kapitalizációja a 100 millió dollárt meghaladja és Londonban is forgalmazzák őket. Ilyen részvények például az OTP, a MOL, a Magyar Telekom, vagy a Richter részvényei.